# Neuvième Docteur
Le Neuvième Docteur est la neuvième incarnation du Docteur, personnage central de la série télévisée de science-fiction Doctor Who, produite par la BBC. Il est interprété par Christopher Eccleston. Le Neuvième Docteur est le seul à n'être apparu qu'une seule saison. Par ailleurs, il est celui qui a marqué le retour de la série à la télévision, seize ans après la mise en hiatus de cette dernière en 1989, mise à part le téléfilm de 1996. Il voyage avec Rose Tyler, vendeuse dans une boutique de vêtements.

## Histoire du personnage

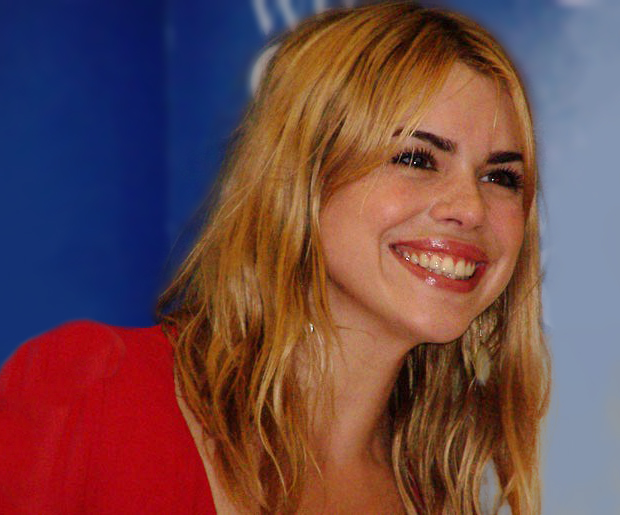
Billie Piper, l'interprète de Rose Tyler.

Le Neuvième Docteur apparaît pour la première fois dans l'épisode Rose, où il sauve une jeune vendeuse de 19 ans, Rose Tyler, d'une attaque d'Autons, des mannequins en plastique qui ont mystérieusement pris vie. À la fin de l'épisode, après avoir combattu ces créatures, le Docteur l'invite à voyager avec lui, au sein du TARDIS. Dans son premier voyage, il emmène Rose cinq milliards d'années dans le futur, pour voir la fin de la Terre. Le Docteur revèle alors que les Seigneurs du Temps, son espèce, a été anéantie et qu'il est le dernier survivant.
Le Docteur et Rose voyagent ensuite dans le passé, à Cardiff en 1869 où ils font la rencontre de Charles Dickens. Frôlant la mort depuis leurs péripéties, le Docteur décide de ramener Rose dans le présent, douze heures après leur départ, en lui précisant qu'il a été heureux de la rencontrer. Lors du voyage retour, le Docteur se trompe et ramène Rose douze mois après son départ. Sa mère Jackie et son copain Mickey Smith suspectent le Docteur d'être un prédateur sur Internet et d'avoir tué Rose. Cependant, les Slitheen envahissent Londres et le Docteur est aidé par Mickey, qui actionne l'envoi d'un missile sur la base des Slitheen. Le Docteur propose alors à Mickey de voyager avec lui dans le TARDIS mais ce dernier refuse.
Le Docteur repart finalement avec Rose et rencontre un Dalek, le plus grand ennemi des Seigneurs du Temps. Le Docteur explique alors que la Guerre du Temps avait amené à la destruction complète des deux races, Seigneurs du Temps et Daleks, événement dont il est responsable. Surpris de voir un Dalek survivant, il le torture et est prêt à le tuer de sang froid avant que Rose ne l'arrête, pensant que l'ADN de ce Dalek a changé. À la fin de cet épisode Dalek, Adam Mitchell se joint au Docteur et à Rose, mais ce dernier ne restera qu'un épisode. Arrivé en an 200 000 sur le Satellite 5, cœur de l'Empire Humain, Adam est submergé par la technologie et enregistre un message sur son répondeur dans le présent via le téléphone universel que le Docteur a fourni à Rose au début de leurs voyages. Furieux, le Docteur le ramène en 2012, détruit le message pour éviter un changement du présent et l'interdit de voyage dans le TARDIS.

## Apparence et personnalité

### Apparence

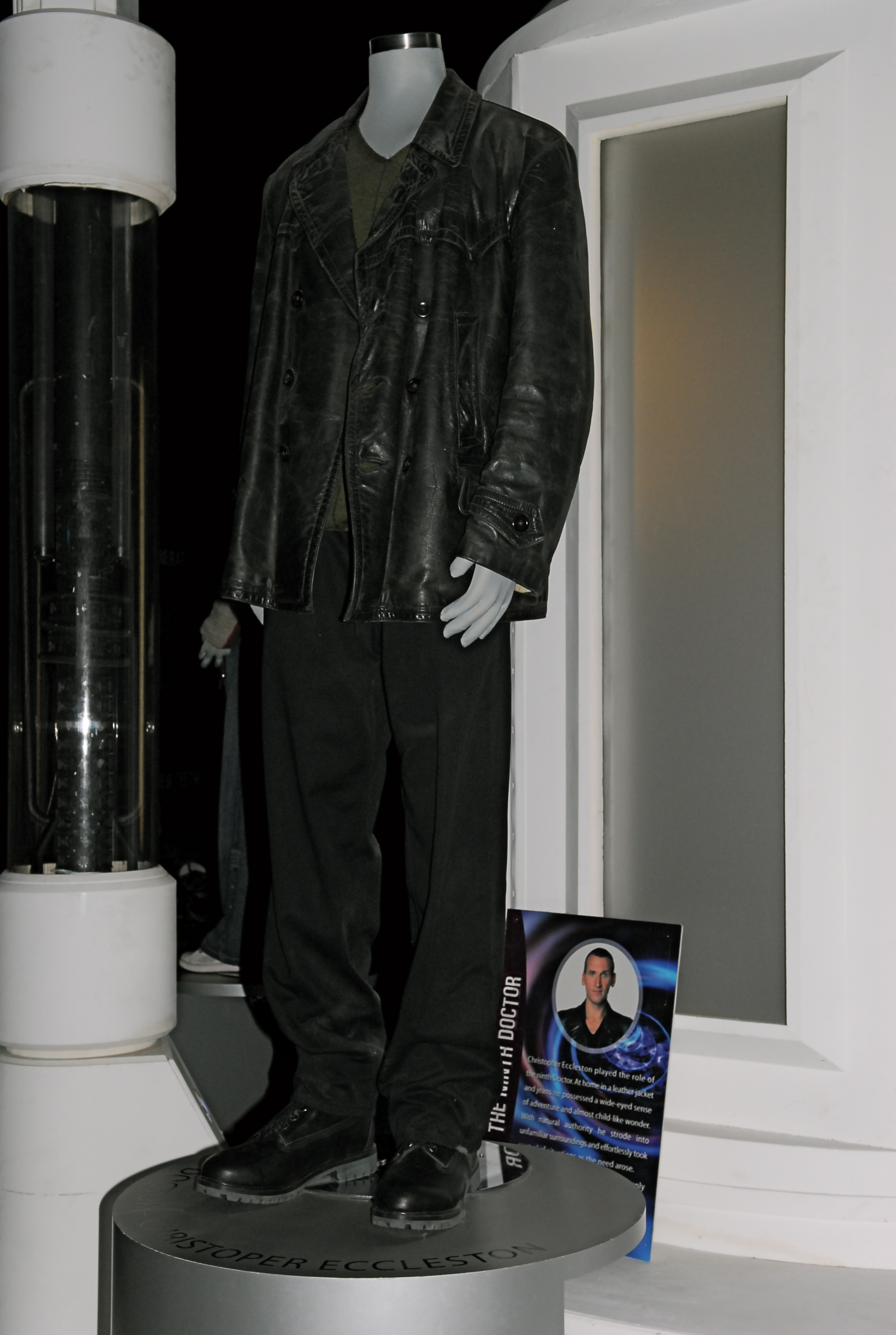
Costume du neuvième Docteur.

Le neuvième docteur est un homme blanc de taille moyenne, aux yeux bleus et aux cheveux noirs coupés ras. Son style vestimentaire est relativement sobre et sombre, essentiellement caractérisé par une veste en cuir noir. Les remarques récurrentes sur son physique concernent la grande taille de ses oreilles et son fort accent du nord.

### Personnalité
En avril 2004, avant les tournages, Eccleston déclare qu'il ne pense pas « que le [neuvième] Docteur sera aussi excentrique et dandy que ses précédentes incarnations » mais qu'il aura plutôt un côté plus sombre. Russell T Davies caractérise le Docteur comme plus proche de la Terre, conservant l'esprit de la première série tout en présentant une facette plus approprié à l'audience de 2005. Il précise également : « Il voyage dans le temps et l'espace, il a deux cœurs et c'est un Seigneur du Temps — c'est déjà assez excentrique ».
Le Docteur a un accent du Nord prononcé, tranchant avec la croyance que les scientifiques et intellectuels ne parlent qu'avec la Received Pronunciation, chose qu'Eccleston trouve absurde. Il porte une simple veste noire en cuir, assorti de hauts de couleurs sombres, afin de mettre plus avant son jeu d'acteur que le costume. 
Marqué par son histoire, le Docteur est très sombre et préfère éviter de penser au passé, et ne vit que pour le présent, afin de maintenir la paix :
« He doesn't like to think about his past - there's some pain there - and his only concern about the future is that he makes sure it's there. »
— Christopher Eccleston, Doctor Who
Press pack 

## Casting et réception

### Casting
Le 9 août 2020 est annoncé le retour de Christopher Eccleston dans le rôle du Neuvième Docteur pour des épisodes audio Big Finish. 